# Dark Horse Records

La Dark Horse Records è un'etichetta discografica fondata e controllata da George Harrison dalla sua fondazione (1974) sino alla morte dell'artista.

## Distribuzione
Harrison ha registrato per la Parlophone e la Apple fino alla scadenza del contratto nel 1976, dopodiché pubblicò ogni suo lavoro con la Dark Horse. Il primo di questi fu Thirty Three & 1/3 (1976), l'ultimo il postumo Brainwashed (2002). Il catalogo di Harrison con la Dark Horse fu in seguito rimasterizzato e ristampato in un box set nel 2004.

Questi, e quelli degli altri artisti sotto contratto con la casa discografica, furono distribuiti negli anni da tre etichette:
- A&M Records (1974-1976)
- Warner Bros. Records (1976–1992)
- Parlophone (dal 2002)

## Artisti
Anche se la Dark Horse ha focalizzato la sua produzione solo sugli album di George Harrison, tra il 1974 e il 1976 i seguenti artisti hanno registrato sotto questa etichetta:
- Ravi Shankar
- Gli Attitudes di Jim Keltner
- Gli Splinter, un duo di South Shields
- Henry McCullough (ex chitarrista degli Wings e Joe Cocker)

## Logo
L'ispirazione per il logo della Dark Horse venne ad Harrison da una immagine su un contenitore di latta vista dal cantante in uno dei suoi numerosi viaggi in India. Esso raffigura il cavallo a sette teste Uchchaisravas, una figura comune nell'arte e nella mitologia indiana.